# Репрессии в Белорусской ССР
Репрессии в Белорусской ССР (бел. Рэпрэсіі ў БССР) — обобщенное название преследований по политическим мотивам в Белорусской Советской Социалистической Республике, которое включает в себя преследование людей за подозрение в контрреволюционной деятельности, преследование кулаков, лиц, препятствующих национализации имущества.

## История

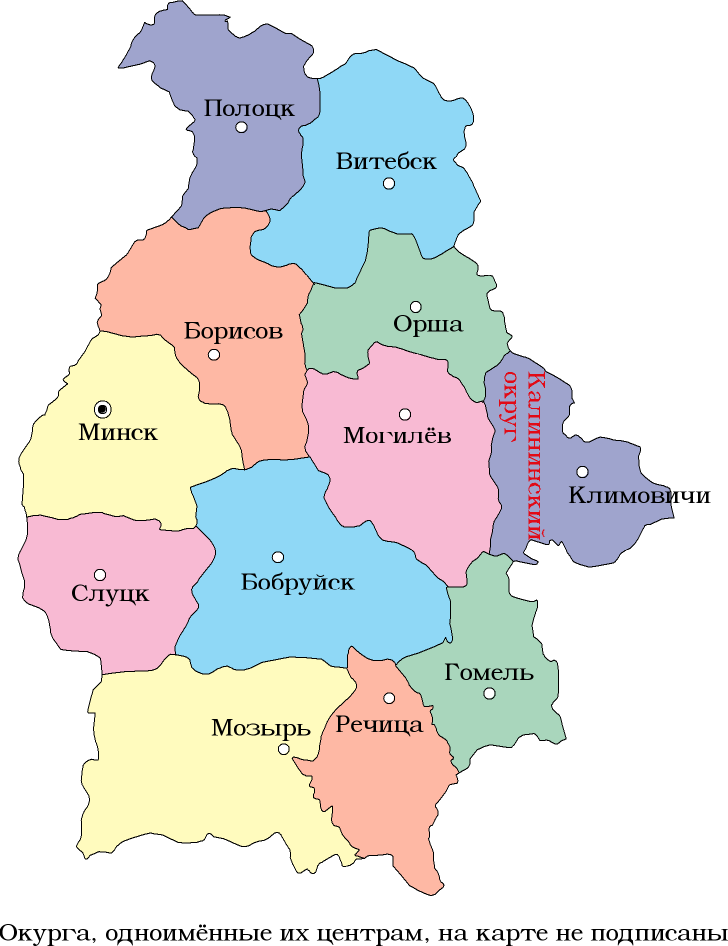
Карта округов Белорусской ССР в 1926 г.

Политические репрессии в БССР, как и в других республиках СССР, начались в 20-е годы XX века. 
В конце 20-х и начале 30-х годов была завершена борьба с левой и правой оппозицией. Была поставлена задача коллективизации сельского хозяйства для осуществления ускоренной индустриализации.
Орудием борьбы с противниками их проведения стал репрессивный аппарат государства. Политическому преследованию подвергались различные социальные группы от бывших членов партии с дореволюционным стажем до крестьян-единоличников, противящихся коллективизации.
Исключённые члены партии попадали под репрессии в первую очередь. В 1930—1931 годах было сфабриковано дело националистической контрреволюционной, антисоветской организации «Союз освобождения Белоруссии». Его жертвами стали представители национальной революционной интеллигенции. 10 апреля 1931 года внесудебным постановлением Судебной коллегии ОГПУ за принадлежность к этой организации было осуждено 86 человек, среди них В. Игнатовский (покончил жизнь самоубийством в середине следствия), Д. Жилунович, В. Ластовский, А. Балицкий, Д. Прищепов, А. Адамович, Ф. Имшеник и другие.
Основная масса большевиков, игравших ведущие роли в правительстве ССРБ и БССР погибла. В ходе репрессий в БССР погибли такие представители высшей власти как первые секретари ЦК Коммунистической партии Беларуси Николай Гикало и Василий Шарангович, вторые секретари Данила Волкович и Николай Денискевич, председатели правительства БССР Николай Голодед и Афанасий Ковалёв, председатели ЦИК СССР от БССР Александр Червяков и Михаил Стакун.
В 1934—1936 годах число «врагов народа» и «вредителей», исключенных из компартии БССР, составило 10 831 человек, за период 1937—1938 гг. превысило 40 тысяч человек. По итогам репрессий численность КПБ сократилась на 15,5 тысяч человек (с 47 тысяч до 31.526), что фактически означает её полное обновление.
В конце 1932 года было сфабриковано дело о деятельности контрреволюционной кулацкой организации «Партия освобождения крестьян», которая якобы действовала на территории Пуховичского района. По этому «делу» было арестовано 110 мужчин. 2 апреля 1933 года решением «тройки» 101 человек был приговорен к расстрелу. Приговор был приведен в исполнение 6 апреля 1933 года в Минске. Из-за отсутствия состава преступления все 110 человек были полностью реабилитированы в октябре 1956 года.

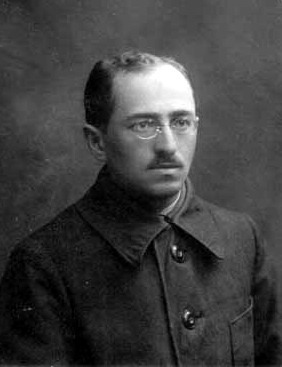
Бронислав Тарашкевич, член Коммунистической партии Западной Беларуси, создатель первой грамматики белорусского языка. Расстрелян в 1938 году

В 1937—1938 гг. сотрудниками управления госбезопасности НКВД БССР было придумано «Объединенное антисоветское подполье» в БССР, как общее название для целого ряда дел по разгрому «антисоветских диверсионно-вредительских, шпионских, террористических и повстанческих организаций». Объединённое антисоветское подполье (ОАП) якобы включало в себя 13 автономных организаций:
- Антисоветская националистическая организация «Белорусская национальная самопомощь»
- Антисоветская террористическая организация «Союз борьбы за освобождение Белоруссии»
- Белорусская автокефальная церковь
- Бундовско-сионистская организация
- Контрреволюционная организация «Культурная помощь деревне»
- Контрреволюционная антисоветская организация «Белорусское отделение крестьянского бюро меньшевиков»
- Организация правых
- Национал-фашистская организация
- Сионистская контрреволюционная организация «Левый Гехалуц»
- Сионистская молодёжная организация
- Троцкистско-террористическая организация
- Шпионско-повстанческая организация
- Эсеровская организация

Начальник 4-го отдела УГБ НКВД БССР в справке от 1 июня 1938 г., представленной в ЦК КПБ, подвел итоги «разгрома антисоветского подполья в БССР»:

Всего по БССР арестовано и разоблачено в 1937—1938 гг. 2580 участников OAП, из них: троцкистов и зиновьевцев — 376 человек, правых — 177, национал-фашистов — 138, эсеров — 585, бундовцев — 198, меньшевиков — 7, сионистов — 27, церковников и сектантов — 1015, клерикалов — 57.
— Петров Максим. Большой террор в БССР // Деды № 11 - 2012. C. 221-231
С 10 по 19 июня 1937 года в Минске проходил XVI съезд КПБ(б)Б. Его лозунгами были «мобилизация большевиков Белоруссии на очистку своих рядов от всякого рода двурушников, троцкистско-зиновьевских и бухаринско-рыковских бандитов, национал-фашистов и агентов германо-японо-польского фашизма» и «сплочение КП(б)Б вокруг ЦК ВКП(б) вокруг товарища Сталина». 9 делегатов, в том числе Николай Голодед, были лишены мандатов и арестованы уже в ходе съезда. Голодеда арестовали 14 июня 1937 г. в Москве и отправили в Минск. Здесь он 21 июня во время очередного допроса выбросился через окно с пятого этажа здания НКВД и разбился насмерть. Член Бюро ЦК КПБ, Председатель ЦИК Советов БССР Александр Червяков 16 июня во время перерыва между заседаниями съезда застрелился прямо в служебном кабинете. В предсмертной записке, в частности, говорилось: «Все от меня отвернулись. Мне бросают самые несуразные обвинения в двурушничестве…». Через несколько часов съезд КП(б)Б продолжил свою работу.
Из избранных съездом 64 членов ЦК КП(б)Б вскоре были арестованы 34, а из 21 кандидата в члены ЦК — 8. В ближайшие полтора года было арестовано все избранное бюро ЦК в составе 11 человек (Б. Берман, И. Белов, Д. Валкович, А. Воронченко, М. Денискевич, И. Журавлёв, А. Мезис, М. Низовцев, В. Потапейко. М. Стакун, В. Шарангович), а также все 8 кандидатов в члены бюро (А. Августайтис. Ф. Войнович, Л. Готфрид, И.Жабров, Н. Литвин, Р. Рубинштейн. И. Сурта, Д. Юрков).
Уже 27 июля 1937 года ЦК ВКП(б) принял постановление о руководстве ЦК КП(б)Б. От занимаемых должностей освободили первого и второго секретарей ЦК КП(б)Б Василия Шаранговича и Николая Денискевича, а их дела как «врагов народа» передали в органы НКВД. Денискевича расстреляли 29 октября 1937 г., Шаранговича — 15 марта 1938 г. Шаранговича изобразили руководителем «банды польских шпионов, вредителей, диверсантов», а также главой «белорусской подпольной организации заговорщиков».
29 июля прошёл пленум ЦК КП(б)Б с приглашением на него всех секретарей городских и районных комитетов партии БССР. В работе пленума участвовали Г. Маленков и Я. Яковлев. Из 24 выступавших 20 были арестованы и вскоре расстреляны. В связи с тем, что КП(б)Б оказалось без руководства, до 11 августа «республиканским отрядом» единолично командовал Я. Яковлев. Вскоре Яковлев тоже разделил участь своих жертв, его расстреляли 29 июля 1938 г.
С августа 1937 по июнь 1938 было арестовано и расстреляно 34 из 64 членов ЦК, 8 из 21 кандидата в члены ЦК. В числе осужденных оказались 40 народных комиссаров и их заместителей, 24 секретаря окружных, городских и районных комитетов КПБ, 20 председателей окружных, городских и районных исполнительных комитетов советов, 25 академиков и научных сотрудников АН БССР, 20 писателей.
Бронислав Тарашкевич был арестован 6 мая 1937 года по вымышленному обвинению в организации «Белорусского националистического центра», 5 января 1938 года приговорён к высшей мере наказания с отсрочкой приговора на 10 месяцев; 29 ноября 1938 года — расстрелян на Коммунарке. Реабилитирован 26 января 1957 года.
Часть белорусских деятелей была расстреляна с 29 по 30 октября 1937 года.
Следующий XVIII съезд КП(б)Б состоялся через год с 10 по 18 июня 1938 года. Членами бюро ЦК КП(б) на этот раз стали 9 человек: А. Ананьев. П. Голиков, А. Кузнецов, М. Кузнецов, А. Левицкий, А. Наседкин, Н. Наталевич, П. Пономаренко. М. Рапинский. Троих из них позже тоже арестовали — А. Ананьева (в 1940 г.), А. Кузнецова (в 1939 г.) и А. Наседкина (в 1939 г.).

## Численность репрессированных

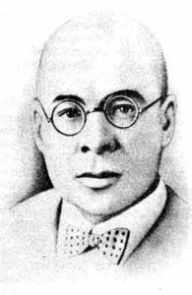
Белорусский поэт Ти́шка Га́ртный, первый руководитель ССРБ. Умер в психбольнице в 1937 году.

Точное число людей, ставших жертвами политических репрессий в БССР трудно определить, поскольку многие переселенцы остались проживать на территории депортации, обзаведшись там семьями, часть архивов Республики в соответствии с Законом об авторском праве закрыта для пользования и будет открыта только с 2020 года (75 лет, если автор работал в годы войны). Население БССР согласно переписи 1937 года составляло 5 млн. 110 тыс.
Часть репрессированных были осуждены судебными или внесудебными органами («тройками», особыми комиссиями ОГПУ, НКВД, МГБ).
По официальным данным, начиная с ноября 1917 и по апрель 1953 года судебными и внесудебными органами в БССР было рассмотрено свыше 170 тыс. дел в отношении 250 тыс. человек, которые привлекались к ответственности по политическим мотивам.
Из этого количества:
- 10 тыс. человек были репрессированы в 1917—1929 годах
- 46 тыс. — в 1929—1934 годах
- 85 тыс. — в 1935—1940 годах
- 55 тыс. — в 1941—1945 годах
- 50 тыс. — в 1946—1953 годах.

Таким образом, судебными и внесудебными органами в республике за период 1917—1953 по политическим причинам было привлечено к ответственности свыше 250 тыс. граждан. Все эти дела полностью сохранились и находятся в архивах Комитета государственной безопасности республики.
По данным В. И. Адамушко, в период с 1935 по 1940 год было привлечено в общей сложности 86 168 человек.
По данным сводной статистики репрессивной деятельности органов госбезопасности, опубликованной историком О. Б. Мозохиным в этот период было арестовано 82 168 человек:
- В 1935 году — привлечены 9221 человек, из них арестованы 7309 человек;
- В 1936-м — привлечены 5155 человек, из них арестованы 4602 человека;
- В 1937-м — 39 049, привлечение без ареста органами НКВД не практиковалось;
- В 1938-м — 19 918, привлечение без ареста органами НКВД не практиковалось;
- В 1939-м — 10 196 (в том числе 8818 человек — в Западной Белоруссии), данные отсутствуют;
- В 1940 году — 1094 человека, данные отсутствуют.[10]

28 февраля 2017 года на круглом столе, организованном газетой «СБ. Беларусь сегодня» первый заместитель председателя КГБ генерал-майор Игорь Сергеенко заявил.

Хотел бы привести некоторые цифры касательно архивов Комитета госбезопасности. Понятно, что в годы Великой Отечественной войны часть архивов была уничтожена, но эта часть совершенно незначительная. Поэтому сегодня, опираясь на фактические цифры, я могу сказать: по уголовным делам — судебным и несудебным способами — было репрессировано 235,5 тысячи человек. Это за весь период — с 1920-х по 1950-е годы. Это дела, находящиеся в Центральном архиве КГБ и архивах областных управлений, касающиеся и лишенных свободы, и расстрелянных. Из них 176 тысяч были реабилитированы.

По отличающимся подсчетам некоторых исследователей, численность репрессированных в той или иной форме в Белорусской ССР с 20 по 50- годы XX века составляет от 600 000 до 1 500 000 человек. При этом в число репрессий попадают многие другие критерии оценки, такие как увольнение с работы.

### Численность депортированных
Всего в 1930-е из БССР в рамках политики раскулачивания в административном порядке было выслано 18246 семей, или 85928 человека. 
В 1940 г. в западных областях было проведено 3 депортационные акции, в 1941 г. — одна. В результате их было выселено 123531 человек. 
В начале 1950-х, в рамках раскулачивания, из западных областей было выселено ещё 1303 семьи, или 5829 человек.

### Численность расстрелянных
В начале 1990-х комиссии по реабилитации работали во всех архивах, в первую очередь в ЦА КГБ. Тогда это была общенациональная задача. К каждой, из более чем 170 книг-хроник «Память», изданных по районам Республики Беларусь, есть списки осужденных и реабилитированных при советской власти людей. В период 1935—1940 гг. в БССР было расстреляно более 28 425. Всего в ноябре 1917 — апреле 1953 года за «контрреволюционные преступления» к смертной казни приговорено 35 868 человек. Полковник КГБ В. Дашковский в 1992 г. приводил другие данные о числе приговоренных к ВМН в БССР: 25 064 человека за все сталинское время. Эти данные разнятся по той причине, что часть дел хранятся в ЦА КГБ РБ. Но некоторых белорусов отправляли в Москву и теперь их дела хранятся в ЦА ФСБ. С учётом этих дел и было сделано уточнение.
В опубликованной сводной отчетности репрессивной деятельности органов госбезопасности данные о расстрельных приговорах приводятся, как правило, без разбивки по территориальным и структурным органам НКВД. Такая разбивка есть лишь за период с 1927 по 1933 год, причем имеющиеся данные касаются лишь осужденных местными «тройками». Между тем приговоры по делам белорусских органов госбезопасности также выносились судами. Согласно опубликованной О. Б. Мозохиным статистике, «тройкой» при белорусском полпредстве ОГПУ были приговорены к высшей мере наказания:
- В 1927 году — 94 человека
- В 1928-м — 81
- В 1929-м — 54
- В 1930-м — 997
- В 1931-м — 124
- В 1932 году — 28 человек[18].

Данные, начиная с 1933 года, являются дефектными. К началу мая 1933 года в БССР органами госбезопасности были осуждены 13 414 человек, в том числе 2158 — к расстрелу, общее число расстрелянных предположительно не менее 3500 человек. Таким образом, по данным общесоюзной статистики, общее число приговоренных к расстрелу в БССР в период с 1927 по 1932 год составило 1378 человек, 1927—1933 — не менее 5 тыс. расстрельных приговоров.

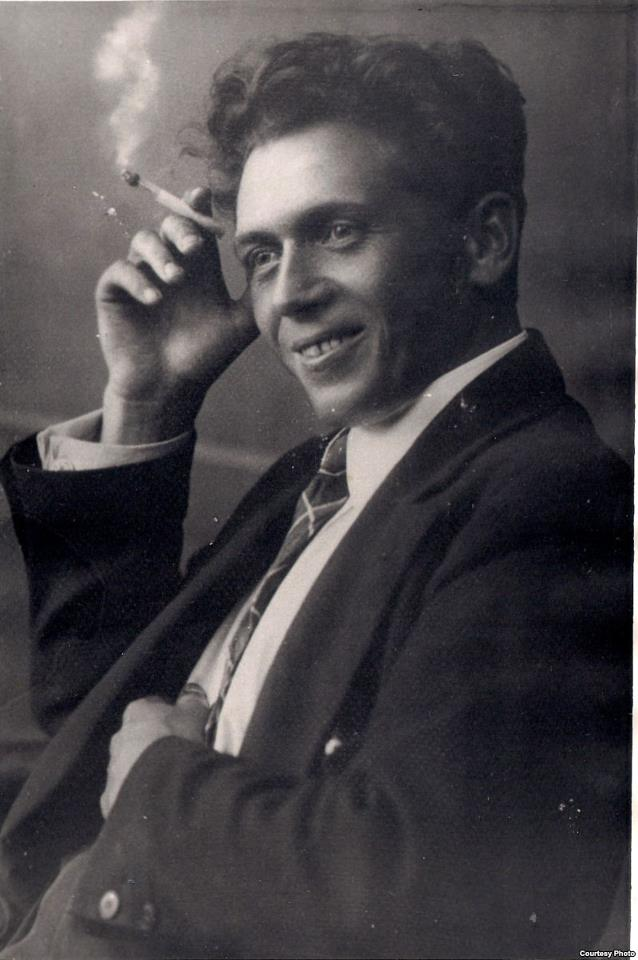
Белорусский поэт Михась Чарот, член ЦИК БССР до 1931 года. После допросов и пыток расстрелян 29 октября 1937 года.

В 1939 году я был переведён в одиночную камеру. Внимательно осмотрел стены в поисках надписей — и вот в углу прочитал текст стихотворения, нацарапанный чем-то острым на стене. Это была последняя встреча с моим любимым поэтом и другом Михасем Чаротом. Годами я хранил эти его слова в сердце:
«Я не чакаў

Я не гадаў,

Бо жыÿ з адкрытаю душою,

Что стрэне лютая бяда,

Падружыць з допытам,

З турмою.
Прадажных здрайцаÿ 

ліхвяры

Мяне заціснулi за краты.

Я прысягаю вам, сябры,

Мае палi,

Мае бары, —

Кажу вам — я не вінаваты!»
За период 1935—1940 гг. в БССР было вынесено 28 425 расстрельных приговоров.
Из общесоюзной статистики известно, что в 1935—1936 и 1939—1940 годах число выносимых по делам органов госбезопасности смертных приговоров было невелико, по сравнению с годами Большого террора. По всему Советскому Союзу к высшей мере наказания были приговорены:
- В 1935 году — 1229 человек,
- В 1936 году — 1118 человек,
- В 1939 году — 2601 человек,
- В 1940 году — 1863 человека[10].

Подавляющее большинство приговоров в 1937—1938 гг. было вынесено внесудебными органами в рамках так называемых «массовых операций» НКВД — операции по приказу № 00447 (так называемой «кулацкой», хотя в её рамках репрессировались далеко не только кулаки) и «национальных» операций («польской», «немецкой», «латышской» и т. д.).
В рамках «кулацкой» операции было осуждено к высшей мере наказания 386 798 человек, в рамках «национальных» операций — 247 157 человек. Репрессированные по «массовым операциям» составляют 93 % от общего числа репрессированных в 1937—1938 годах.
По данным ГУГБ НКВД СССР, к 1 марта 1938 года по приказу № 00447 в БССР было арестовано 24 209 человек, из них по первой категории (расстрел) было осуждено 6869 человек (в том числе 3943 "бывших кулака, 996 уголовников и 1930 «других контрреволюционных элементов»).
По данным о результатах «национальных» операций в БССР за декабрь 1938 года в справке НКВД БССР «Об итогах операций по польской, немецкой и латвийской агентуре в БССР» с августа 1937 по конец октября 1938 года по «национальным» операциям было арестовано 23 439 человек, в том числе:
- по «польской» операции — 21 407 человек,
- по «немецкой» операции — 563 человека,
- по «латышской» операции — 1459 человек.

По состоянию на 1 июня 1938 года, из этого числа было осуждено 22 517 человек, в том числе к высшей мере наказания — 18 687 человек.
По переписи населения 1937 года на территории БССР проживало 119 881 поляков. В справке «Об итогах операции по польской, немецкой и латвийской агентуры в БССР, в период с августа 1937 по сентябрь 1938 г.» о рассмотрения дел польских «шпионов» и «диверсантов» в НКВД СССР и Особой тройкой НКВД БССР говорится, что от общего числа 15.747 арестованных, осужденными решением НКВД СССР и Прокуратуры СССР на смертную казнь были 14.037 человек, особой тройкой НКВД БССР осуждены 6770 человек, в том числе к высшей мере наказания — 4650. Из 22.517 человек приговорили к смерти и казнили 18.687. Уточняющие сведения позволяют говорить о примерно 20 тысячах приговоренных к высшей мере наказания. Семьи расстрелянных часто были депортированы в Казахскую Советскую Социалистическую Республику и другие места страны.

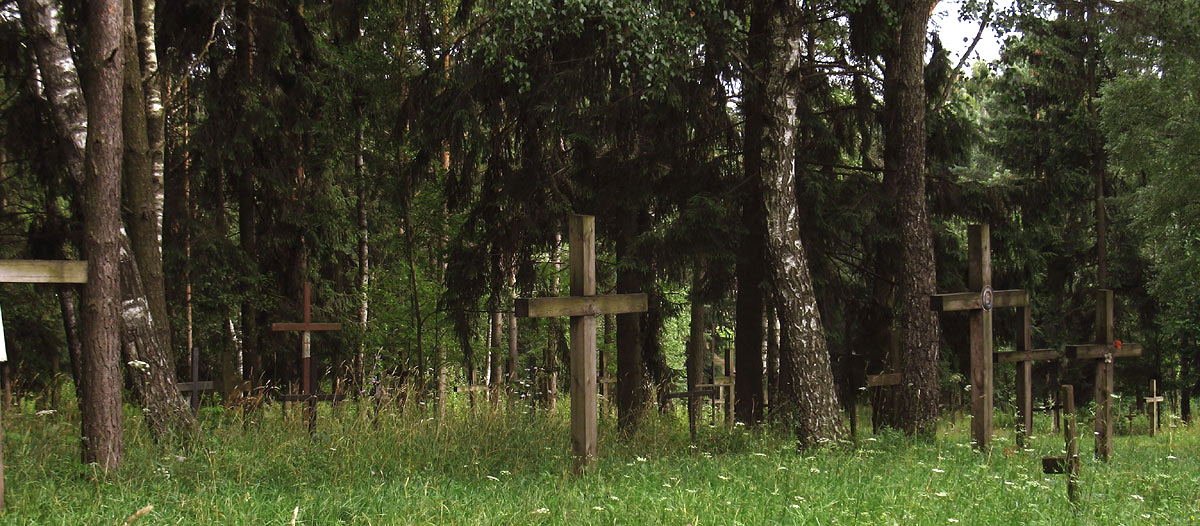
Куропаты, площадка истребления репрессированных около Минска

В 2010 году начальник Центрального архива КГБ РБ В.Дорошевич обнародовал данные о численности хранящихся в архивах белорусской госбезопасности архивно-уголовных дел сталинского периода. В архиве КГБ в Минске хранятся дела на 64 022 репрессированных, что составляет 27 % от общего числа имеющихся в наличии дел.
Если число расстрельных приговоров составляло примерно такой же процент, то в 1937—1938 годах в Минске к высшей мере наказания было приговорено около 7,5 тыс. человек. В 1998 году генеральный прокурор РБ О.Бажелко, основываясь на результатах дополнительных раскопок в Куропатах, назвал схожую цифру — до 7 тыс. человек. Кроме того, было выяснено число расстрелянных жителей Минска: начиная с 29 января 1992 года по пятницам газета «Вечерний Минск» под рубрикой «Жертвою пали…» публиковала списки жителей г. Минска, подвергшихся репрессиям в 20—50-е годы. 31 марта 1994 года газета «Вечерний Минск» опубликовала последние поимённые списки из списка в 1193 человек, приговоренных в 20—50-е годы к высшей мере наказания в Минске. Редакция их заполучила из Комитета по архивам и делопроизводству при Совете Министров Республики Беларусь, архивов НКВД, КГБ, МВД и прокуратуры, и поэтому они являются официальным документом. В архивах имеются документы на всех репрессированных.
В опубликованном списке названы имена 1193 расстрелянных жителей Минска за 18 лет (период с 1921 по 1939 годы):
- 1921 г. — 1 человек.
- 1924 г. — 1 чел.
- 1927 г. — 3 чел.
- 1928 г. — 1 чел.
- 1929 г. — 1 чел.
- 1931 г. — 1 чел.
- 1932 г. — 4 чел.
- 1933 г. — 10 чел.
- 1937 г. — 533 чел.
- 1938 г. — 637 чел.
- 1939 г. — 1 чел. (приговорён в сентябре 1938 г.). Место расстрела: 1061 человек — в Минске, 12 — в других городах БССР, 81 — за пределами Белоруссии. Место расстрела 39 человек не установлено[24].

Генерал-майор Игорь Сергеенко также сказал, что по имеющимся в архиве КГБ документам, он может назвать 11 мест в БССР, где кроме Куропат проводились расстрелы, среди них Бобруйск, Борисов, Витебск, Гомель, Могилёв, Мозырь, Орша, Полоцк, Слуцк, Червень.

## Социальный состав репрессированных
Как высказался известный исследователь В. Земсков: «Проблема отсева уголовников из общего числа осуждённых за контрреволюционные и другие особо опасные государственные преступления является гораздо серьёзнее, нежели это может показаться на первый взгляд. Если в источнике МБРФ и был произведён их отсев, то далеко не полный. В одной из справок, подготовленных 1-м спецотделом МВД СССР в декабре 1953 года, имеется пометка: «Всего осуждённых за 1921—1938 гг. — 2 944 849 чел., из них 30 % (1 062 тыс.) — уголовники» (ГАРФ. Ф. 9401. Оп. 1. Д. 4157. Л. 202). Это означает, что в 1921—1938 годы осуждённых чисто политических насчитывалось 1 883 тыс.; за период же 1921—1953 годов получается не 4 060 тыс., а менее 3 млн. Это при условии, если в 1939—1953 годы среди осуждённых «контрреволюционеров» не было уголовников, что весьма сомнительно. Правда, на практике имели место факты, когда и политические осуждались по уголовным статьям»..

## Социальный состав реабилитированных
На основании анализа 7000 личных карточек учёта реабилитированных жителей Минска и Минской области (1 % от всех жертв политических преследований) в 1955—1993 годах, можно сделать следующий выводы о социальном составе репрессированных в БССР в 1920-50 гг.
По половому признаку:
- 89 % — мужчины,
- 11 % — женщины.

По возрастному признаку:
- Более 90 % — в возрасте от 18 до 50 лет.

По социальному происхождению:
- 68,5 % — крестьяне,
- 16 % — рабочие,
- 8,2 % — служащие,
- 1,5 % — дворяне,
- 0,8 % — духовенство,
- 0,5 % — купечество.

По партийной принадлежности:
- 87,2 % — беспартийные,
- 11,5 % — коммунисты.

По профессиональной принадлежности:
- 15,8 % — колхозники,
- 14,3 % — единоличники,
- 7,9 % — рабочие,
- 1,5 % — учителя,
- 0,9 % — инженеры,
- 0,6 % — творческая интеллигенция.

По национальному признаку:
- 64,1 % — белорусы,
- 17,2 % — поляки,
- 8,9 % — евреи,
- 3,8 % — русские,
- 6 % — украинцы, литовцы, татары, прочие.

По образованию:
- 34,8 % — незаконченное начальное,
- 27,6 % — начальное,
- 9,6 % — среднее,
- 8,1 % — высшее,
- 7,2 % — неполное среднее,
- 5,7 % — неграмотные,
- 2,4 % — незаконченное высшее,
- 0,6 % — среднее специальное.

По юрисдикции:
- 11,7 % — судебные органы;
- 88,3 % — внесудебные органы, из них:
  - 34,8 % — тройки,
  - 21,6 % — особое совещания,
  - 26,1 % — двойки,
  - 4,5 % — коллегия ОГПУ,
  - 1,3 % — прочие.

По статьям УК:
- 38,7 % — 72, пропаганда и агитация против советской власти;
- 38 % — 68, шпионаж;
- 29 % — 76, организационная деятельность против советской власти;
- 8,9 % — 69, подрыв государственной промышленности;
- 8,8 % — 63, измена Родине;
- 7,3 % — 64, подготовка вооруженного восстания;
- 7 % — 58, контрреволюционная деятельность;
- 6,9 % — 71, разрушение или повреждение государственной собственности;
- 5,7 % — 70, осуществление террористических актов.

## Практика применения расстрела
Согласно статье 25 УК БССР высшая мера наказания являлась временно допустимой в случаях «наиболее тяжких преступлений, угрожающих основам советской власти», при этом смертная казнь была запрещена в отношении несовершеннолетних и беременных женщин. В соответствии с УК БССР 1928 г. наказание в виде смертной казни могло быть применено за совершение свыше 60 видов преступлений, которые входили во II раздел УК (контрреволюционные преступления) по статьям 63-72, 74-76, 79, 80, 83-85, 87.
При смягчающих обстоятельствах высшая мера наказания могла быть заменена лишением свободы. По статистике вынесения приговоров по этим статьям в 1935—1940 годах высшая мера наказания применялась в 32 % от числа случаев привлечения к ответственности судебными и внесудебными органами, или 34,5 % от числа арестов.

## Последствия репрессий

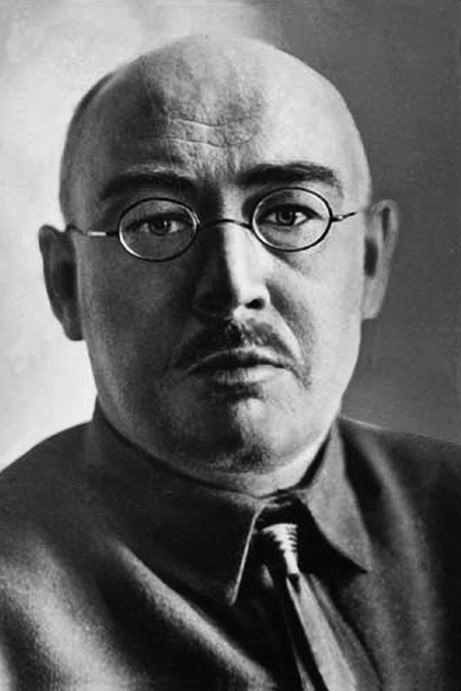
Всеволод Игнатовский.

В числу известных людей Республики, подвергшихся репрессиям относятся:
- Всеволод Игнатовский — создатель белорусской коммунистической организации (БКО), участник подписания манифеста о провозглашении ССРБ, первый президент Института белорусской культуры, с декабря 1928 года президент Академии наук БССР, директор Института истории АН БССР, активный деятель белорусизации. Застрелился 4 февраля 1931 года.
- Ти́шка Га́ртный — поэт, писатель и журналист, первый руководитель Советской Социалистической Республики Беларусь, арестован и покончил жизнь самоубийством в тюрьме 11 апреля 1937 года.
- Александр Червяков — один из создателей манифеста о провозглашении БССР, руководитель БССР и активный участник периода укрупнения, член ЦИК СССР от БССР с 1922 по 1937. Застрелился 16 июня 1937 года.
- Михась Чарот — поэт, писатель и политик, член ЦИК БССР, убит 29 октября 1937.
- Бронислав Тарашкевич — лингвист, переводчик и политик, депутат от КПЗБ в польском сейме, убит 23 ноября 1938 года.
- Вацлав Ластовский — историк литературы, член Белорусской Академии наук, бывший председатель Совета министров Белорусской Народной Республики, 23 января 1938 года расстрелян.
- Вера Хоружая — обвинялась по статьям 66, 68 п. «а» и 76 УК БССР как польская шпионка. Находилась в заключении 2 года. Оправдана судом 15 августа 1939.
- Адам Станкевич — римско-католический священник, политик. Похоронен 10 декабря 1949 года на кладбище Озерлага.

Академия наук БССР оказалась разгромленной. С января 1937 года по декабрь 1938 она потеряла более 100 ученых. Осталось 6 (4,32 %) аспирантов из 139, которые имелись в 1934 году. Институты философии и экономики в 1938 г. вообще закрыли. До 1940 года были репрессированы свыше 60 % членов Союза писателей БССР состава 1935 года — 238 человек. Из них выжили лишь 20 (8.4 %).
По данным историка Леонида Морякова с 1920 по 1960 годов репрессии коснулись около 1520 медицинских работников, включая около 500 врачей и 200 медсестер.

## Реабилитация репрессированных
С 1954 по 2000 год около 200 000 жертв политических репрессий в БССР были реабилитированы.. Верховный суд БССР начал пересмотр дел осужденных по статьям 63-76 УК БССР и статьи 58 УК РСФСР с января 1954.
Основной объём этих дел был пересмотрен во второй половине 1956 — первой половине 1961 г. За это время было рассмотрено свыше 30 тыс. дел, которые касались более 50 тыс. человек. Около 40 тыс. из них было реабилитировано.
Делами реабилитации занималась также Военная коллегия Верховного суда СССР, которая вместе с военными трибуналами округов реабилитировала по СССР свыше 300 тыс. человек, в том числе свыше 20 тыс. жителей Беларуси.
Новый этап масштабной реабилитации в СССР начался во второй половине 80-х. 28 сентября была создана комиссия по дополнительному изучению материалов, связанных с репрессиями, которые имели место в период с 30-х по 2 пол. 50-х. Уже в январе 1989 года Советом Министров БССР было принято решение о возведении памятников жертвам, Совет издал постановление «Об увековечивании памяти жертв массовых репрессий 1937—1941 годов в лесном массиве Куропаты», однако, вследствие последующих событий оно не было выполнено.

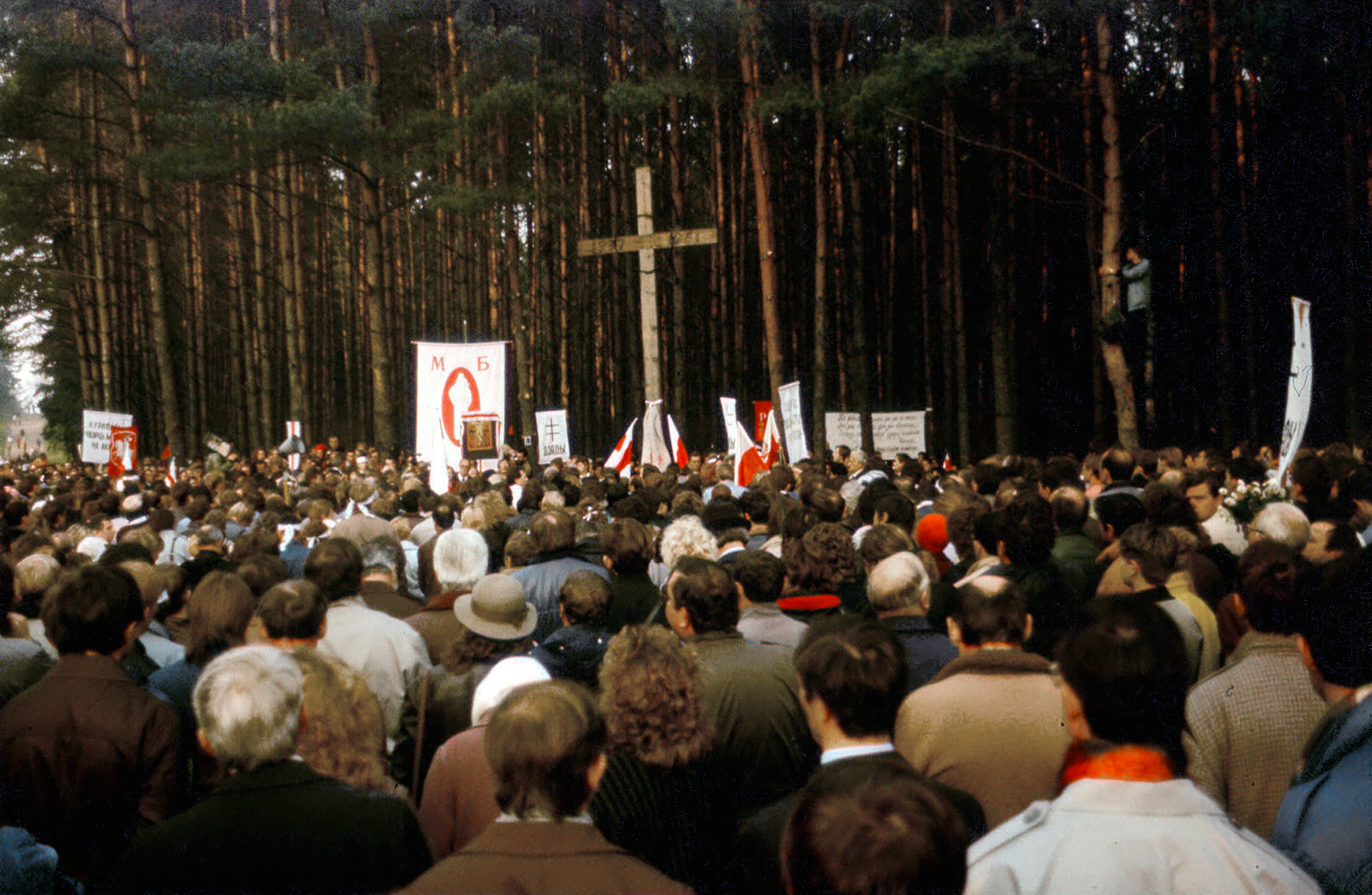
Митинг в Куропатах в 1989 году

Прокуратуре СССР было поручено пересмотреть все дела репрессированных в 30-50 независимо от наличия заявлений и жалоб, а судам было необходимо рассмотреть эти дела в первую очередь. 16 января 1989 года Президиум Верховного Совета СССР принял решение отменить все несудебные репрессивные решения. Граждане, которые пострадали от этих решений были признаны реабилитированными. В августе 1990 года президент СССР Горбачев дал официальную морально-правовую оценку репрессий.
Белорусское законодательство отличилось отчетливой характеристикой категорий лиц, подпадающих под реабилитацию. Согласно Постановлению Верховного Совета БССР от 29 декабря 1990 г. Такими являются:
- а) лица, незаконно осужденные судами по обвинению в совершении государственных (контрреволюционных) преступлений;
- б) лица, репрессированные по решению несудебных органов: коллегий и особых совещаний ВЧК, ГПУ — ОГП, НКВД, МГБ, «двоек», «Троек» ГПУ, УНКВД — НКВД;
- в) крестьяне, члены их семей и другие граждане, незаконно отправленные в ссылку, высылку, направленные на спецпоселение, удаленные за пределы Белорусского ССР в административном порядке[32].

Хронология и статистика реабилитации:
- До 1954 г. было рассмотрено 29 тыс. дел, реабилитировано свыше 35 тыс. человек.
- В период 1956—1962 гг. — реабилитировано согласно одним данным 29 012 человек и в партийном порядке — около 200 человек, по другим сведениям — около 60 тыс. человек.
- В Постановлении Секретариата ЦК КПСС от 7 июля 1990 г. "О ходе выполнения Постановлений ЦК КПСС от 11 июля 1988 года и 5 января 1989 г. по вопросам реабилитации лиц, необоснованно репрессированных в 30-40-х и в начале 50-х годов было заявлено, что в судебном порядке в Белорусском ССР реабилитирована 53513 человек.
- В мае 1993 г. Президиум Верховного Совета Беларуси констатировал, что «в соответствии с законодательством Республики Беларусь в 1990—1992 гг. реабилитировано более 37 тысяч граждан, незаконно репрессированных по политическим мотивов в судебном и административном порядке. Местными Советами народных депутатов решено более 10 тысяч заявлений реабилитированных граждан о восстановлении их прав. Примерно 2 тысячам реабилитированных уплачены … компенсации за время пребывания в местах лишения свободы».
- В 1993 г. было реабилитирована ещё свыше 13 тыс. человек. Таким образом, за четыре года реализации собственно белорусского законодательства реабилитации добились 50672 человека, из них 29 336 было реабилитировано органами внутренних дел, так как по отношению к ним использовались административные методы репрессий[33].

## В культуре
- Купала (фильм 2020)